# گارفیلد (ایندیانا)
گارفیلد (به انگلیسی: Garfield) یک منطقهٔ مسکونی در ایالات متحده آمریکا است که در شهرستان مونتگومری، ایندیانا واقع شده‌است. گارفیلد ۲۴۲٫۹۳ متر بالاتر از سطح دریا واقع شده‌است.